# Parque das Nações
Parque das Nações (Nederlands: Park der Naties) is een wijk in het oosten van Lissabon, die ter gelegenheid van de Expo 98 werd gebouwd. Het ligt aan de Taag. Het gebied dient vooral als vrijetijdsgebied, zakencentrum en woongebied. Het gebied werd in de jaren 90 aangewezen als ontwikkelingsgebied en sindsdien is er sprake van grootschalige bouwactiviteiten in het gebied. Het district staat bekend als hét nieuwe stadsdeel van Lissabon (de Portugezen noemen het Oriente of Expo) en het ligt deels in de gemeente Loures. Er wonen ongeveer 22.000 mensen.

## Indeling
In 2013 werd de freguesia Parque das Nações gevormd uit delen van drie andere freguesia's.
| Huidige freguesia    | Huidige freguesia | Huidige freguesia | Huidige freguesia | Freguesias voor 2012    | Freguesias voor 2012 |
| Freguesia            | Inwoners          | Oppervlakte       | Percentage        | Freguesias              | Inwoners             |
| -------------------- | ----------------- | ----------------- | ----------------- | ----------------------- | -------------------- |
| Parque das Nações    | 21.025            | 5,44 km²          | 76,4 %            | Santa Maria dos Olivais | 16.058               |
| Parque das Nações    | 21.025            | 5,44 km²          | 19,9 %            | Moscavide               | 4.184                |
| Parque das Nações    | 21.025            | 5,44 km²          | 3,7 %             | Sacavém                 | 783                  |
| Census: 2011 en 2013 |                   |                   |                   |                         |                      |

| Detailkaart              |
| ------------------------ |
|                          |
| Indeling voor en na 2012 |

## Bekende gebouwen
- Het station Gare do Oriente, een van de belangrijkste stations van Lissabon.
- Een winkelcentrum, genoemd naar de ontdekkingsreiziger Vasco da Gama.
- Het Oceanarium, een van de grootste aquaria ter wereld.
- Het internationale beurzencentrum.

## Galerij

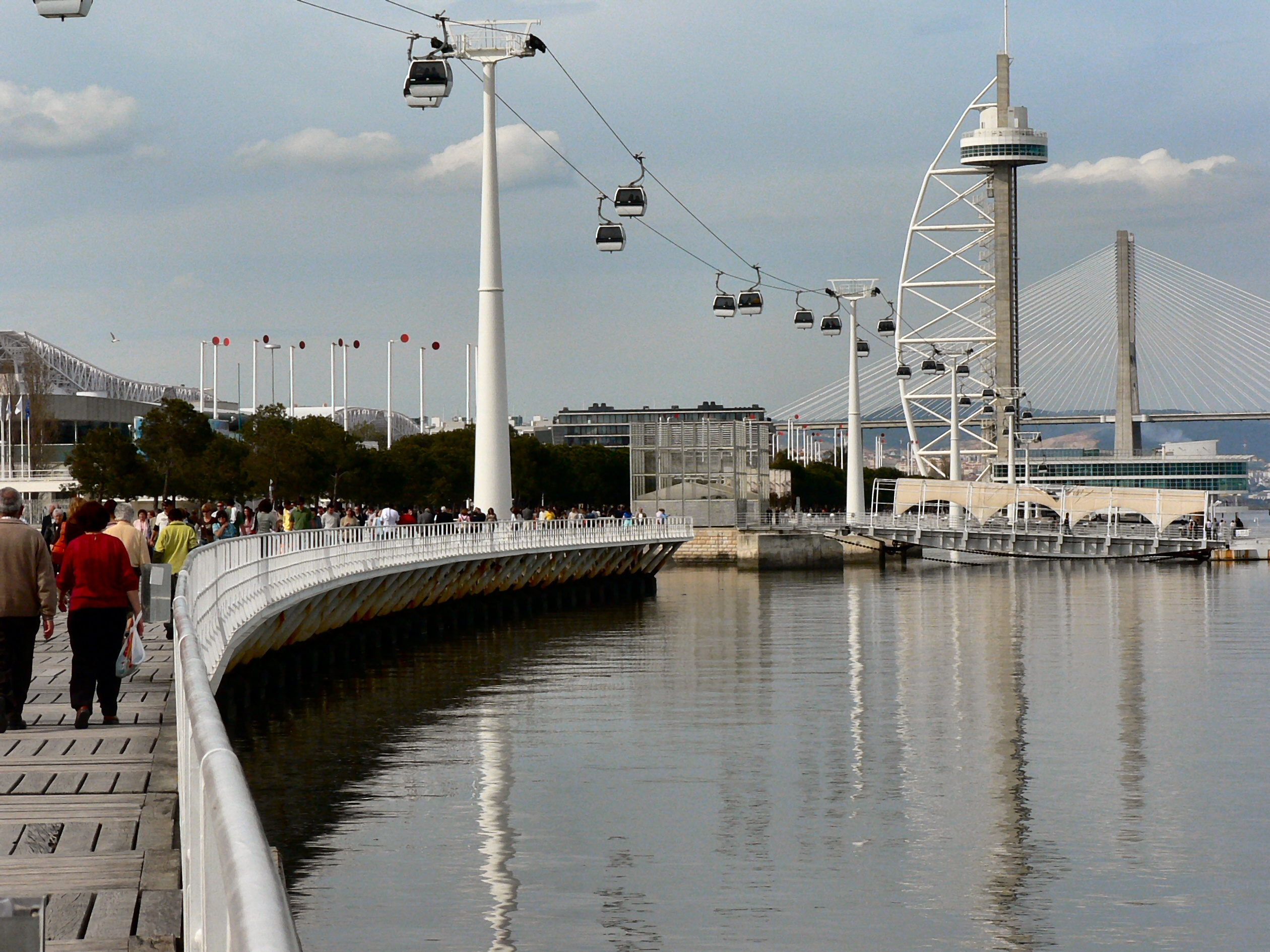
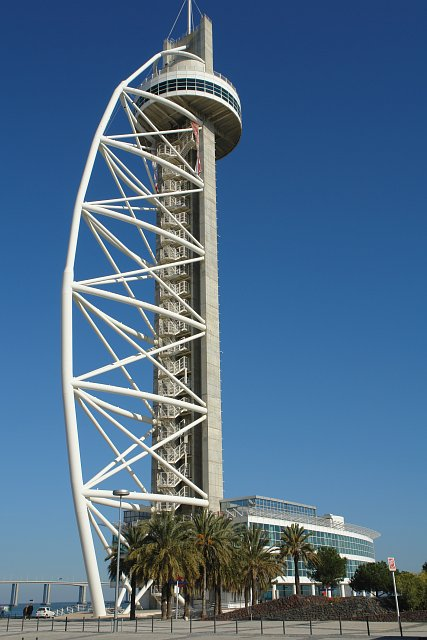
Torre Vasco da Gama
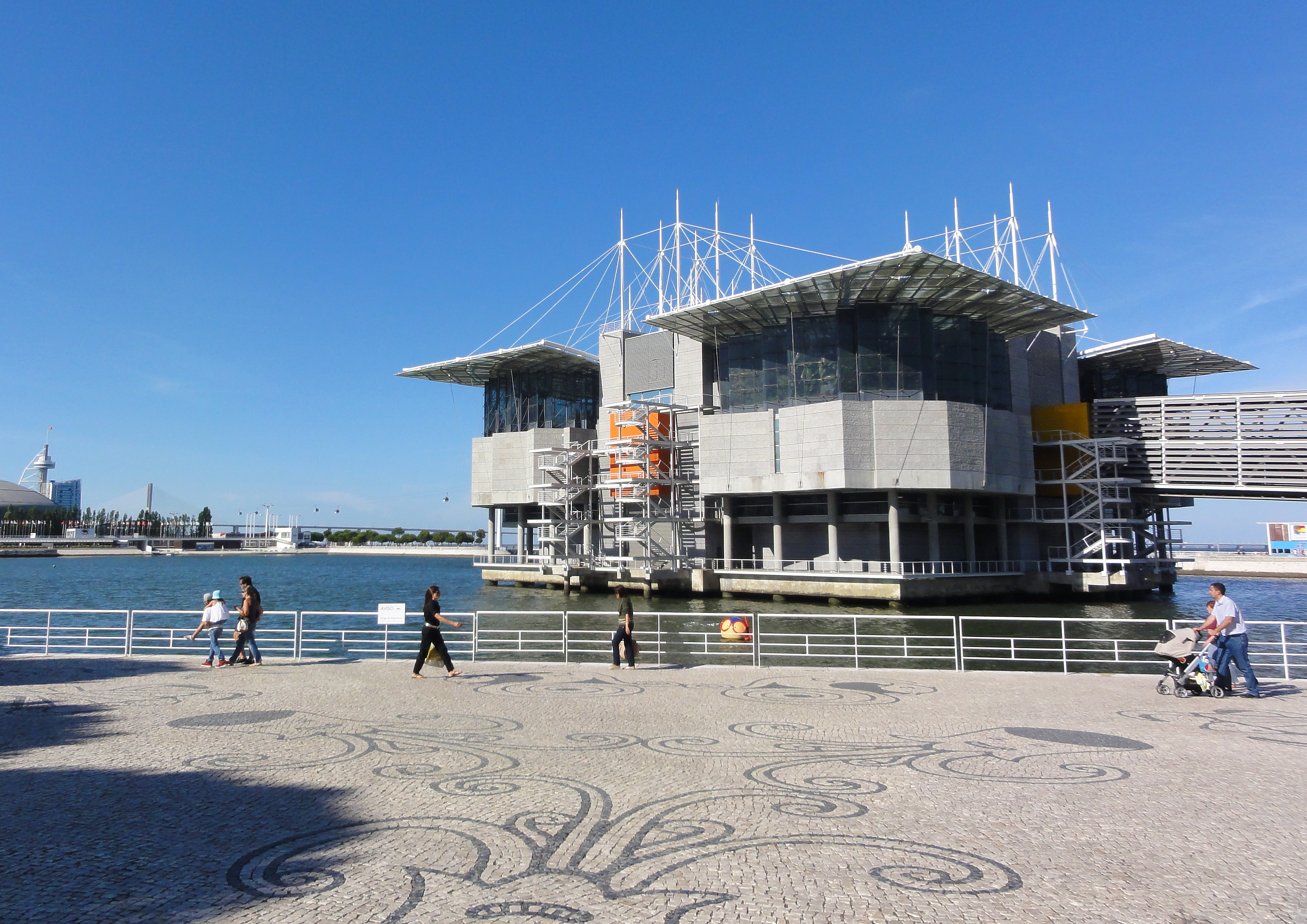
Oceanarium
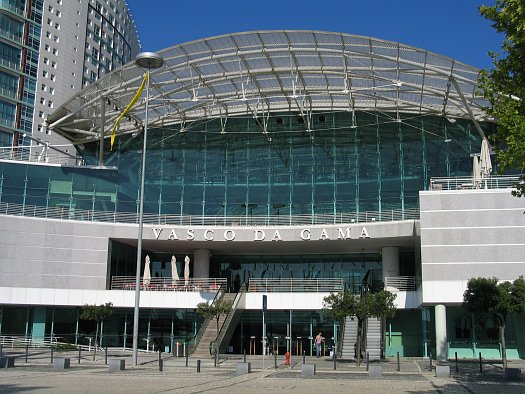
Vasco da Gama winkelcentrum
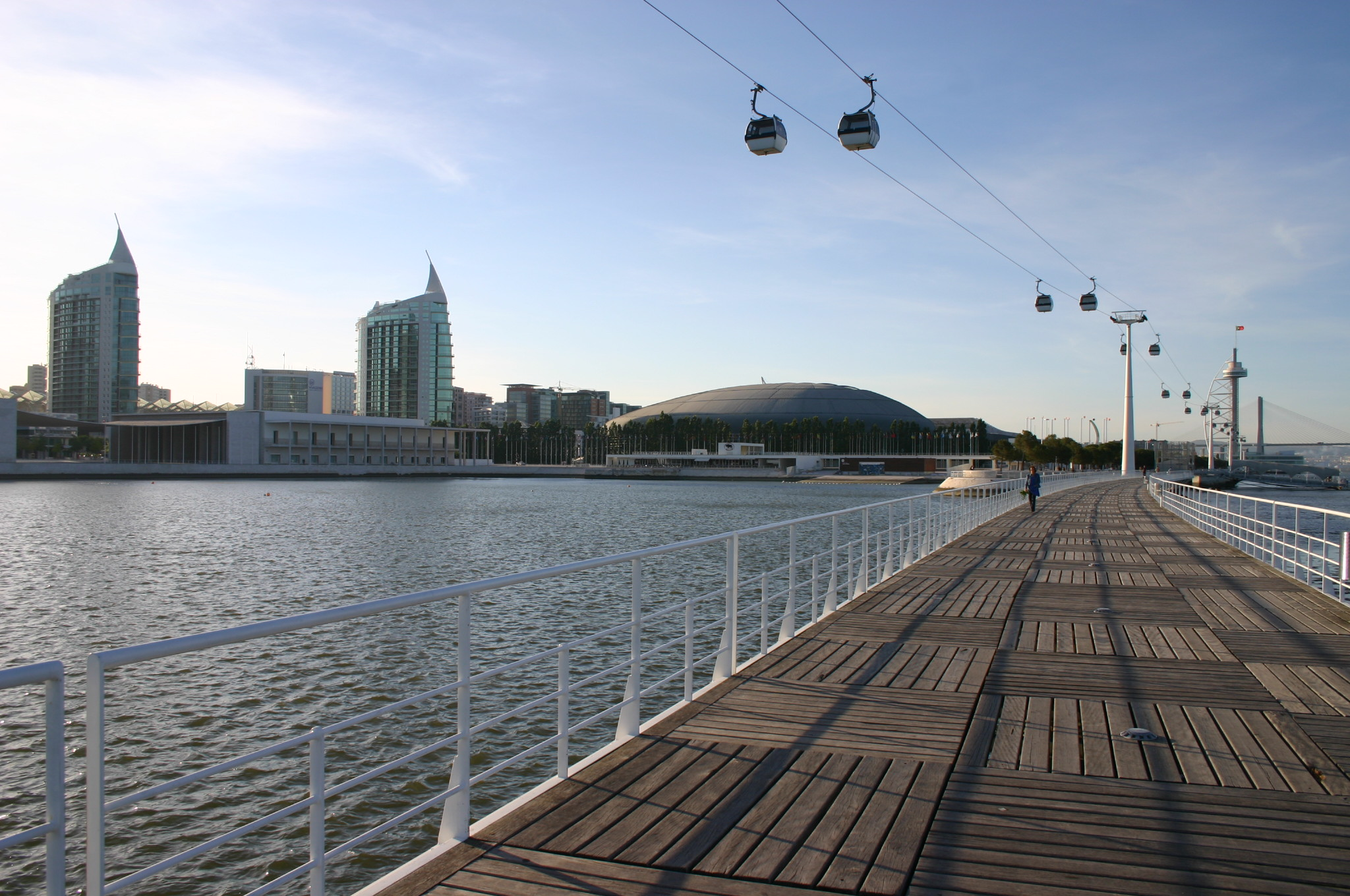
Promenade, kabelbaan, São Gabriel en São Rafael-torens en het Atlantisch paviljoen
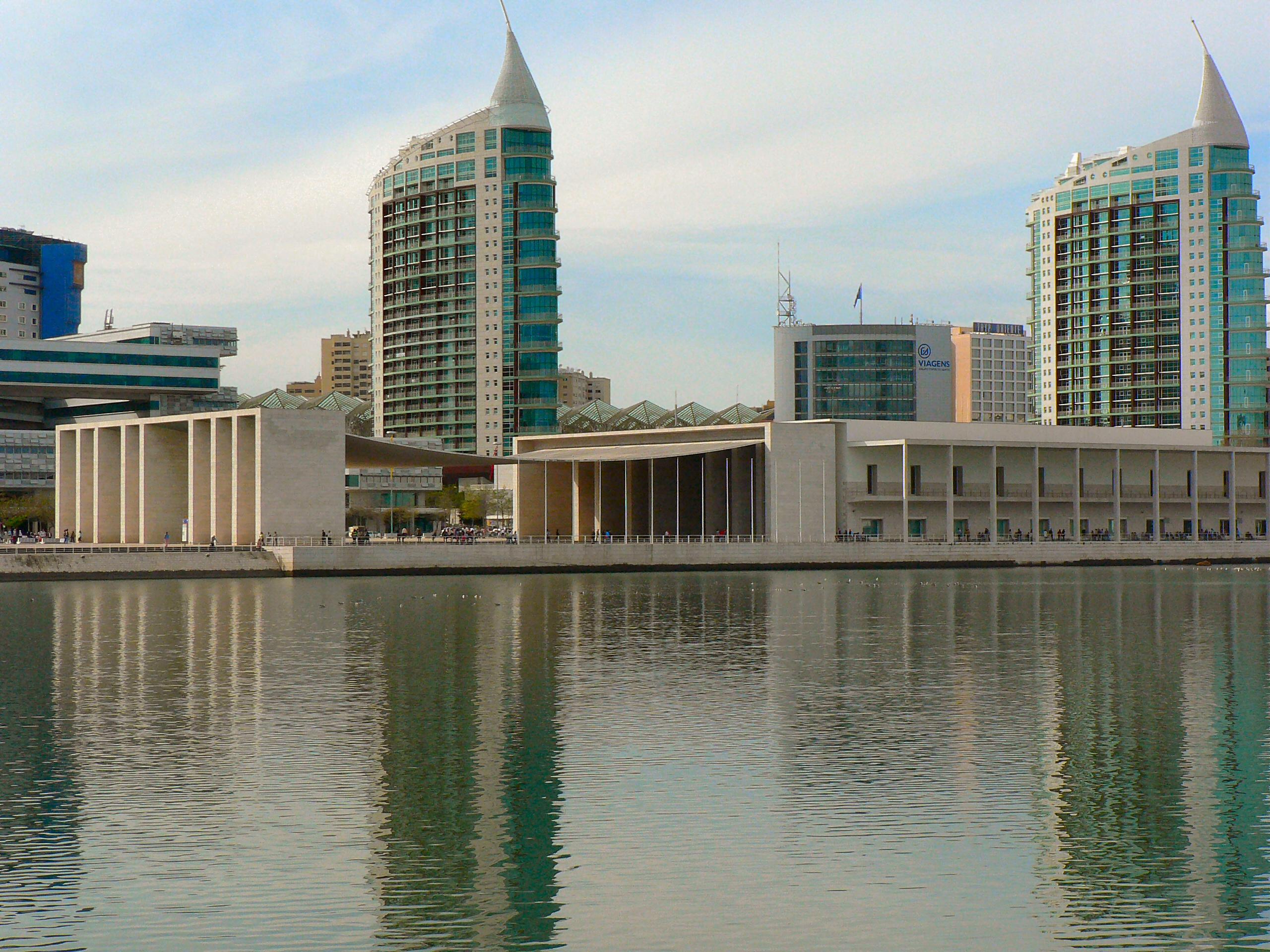
Sǎo Gabriel en Sǎo Rafael